# 天主教英雄港教區
天主教英雄港教區（拉丁語：Dioecesis Angrensis），是葡萄牙一個天主教教區，位於亞速爾群島。屬里斯本總教區。成立於1534年11月25日。
現任教區為主教為安多尼奧·德·蘇沙·布拉加。2011年，有236,746名教友，估轄區總人口95.9%，有164個堂區、152名司鐸、5名終身執事、18名修士、130名修女。